# Stadion Spartak w Szczołkowie
Stadion Spartak im. N.N. Ozierowa – wielofunkcyjny stadion w Szczołkowie niedaleko Moskwy, w Rosji. Obiekt może pomieścić 5000 widzów. Został otwarty w 1931 roku. Swoje spotkania rozgrywają na nim piłkarze klubu Spartak Szczołkowo. Obiekt pierwotnie zwał się „Tiekstilszczik”. W 1995 roku stadion przeszedł na własność lokalnego samorządu. W tym samym roku zmieniono nazwę areny na „Spartak” i rozpoczęto trwającą do 1998 roku modernizację, remontując m.in. boisko i trybuny. W 1999 roku wymieniono także nawierzchnię bieżni lekkoatletycznej, a rok później zainstalowano nową tablicę informacyjną. Prace modernizacyjne zaowocowały przyznaniem tytułu najlepszego obiektu sportowego w obwodzie moskiewskim. Stadion jest częścią kompleksu sportowego „Podmoskowje”. Obiekt był jedną z aren piłkarskich Mistrzostw Świata U-20 kobiet 2006.